# Bo G. Andersson (skådespelare)
För andra betydelser, se Bo G. Andersson.
Bo G. Andersson, född Bo Gunnar Andersson 6 juli 1946, är en svensk skådespelare.

## Filmografi
- 1976 – Sven Klangs kvintett
- 1983 – P&B
- 1987 – Allt ljus på mig!
- 1989 – Flickan vid stenbänken (TV-serie)
- 2000 – Happy Hour
- 2002 – Peak
- 2005 – Zozo
- 2005 – Wallander – Bröderna
- 2006 – Wallander – Blodsband
- 2008 – Dildon – En skakande historia (kortfilm)
- 2019 – Helt perfekt (TV-serie)

## Teater

### Roller (ej komplett)
| År   | Roll                                  | Produktion | Regi                | Teater                   |
| ---- | ------------------------------------- | --- | ------------------- | ------------------------ |
| 1986 | Howart                                | De båda sömngångarna eller Det nödvändiga och det överflödiga (Die beiden Nachtwandlern, oder das Notwendige und das Überflüssige) Johann Nestroy | Hans Polster        | Helsingborgs stadsteater |
| 1987 |                                       | Tjejen i aspen Staffan Göthe | Hans Polster        | Helsingborgs stadsteater |
| 1988 | Froggy                                | Panget (The Foreigner) Larry Shue | Lars Svenson        | Helsingborgs stadsteater |
| 1988 | Konungen av Frankland                 | Kung Lear (King Lear) William Shakespeare | Anita Blom          | Helsingborgs stadsteater |
| 1989 | Roy Ruston                            | En familjeaffär (A Small Family Business) Alan Ayckbourn                                                                                          | Herman Ahlsell      | Helsingborgs stadsteater |
| 1989 | Telegin                               | Onkel Vanja (Дядя Ваня, Djadja Vanja) Anton Tjechov                                                                                               | Palle Granditsky    | Helsingborgs stadsteater |
| 1989 | Direktör Målare Polis                 | Melodien som kom bort (Melodien, der blev væk) Kjeld Abell, Sven Mölle Kristensen, Bernhard Christensen och Herman Koppel                         | Karin Parrot-Jonzon | Helsingborgs stadsteater |
| 1990 | Gamle Bigre                           | Jacques och hans husbonde (Jakub a jeho pán) Milan Kundera                                                                                        | Hans Polster        | Helsingborgs stadsteater |
| 1991 | Farbror Magnus                        | Min store tjocke far Magnus Nilsson | Stig Ossian Ericson | Helsingborgs stadsteater |
| 1991 | Saki                                  | Och ge oss skuggorna Lars Norén | Hans Polster        | Helsingborgs stadsteater |
| 1992 | Oronte                                | Hustruskolan (L'école des femmes) Molière | Hans Polster        | Helsingborgs stadsteater |
| 1992 | Pastor Parris                         | Häxjakten (The Crucible) Arthur Miller | Håkan Lindhé        | Helsingborgs stadsteater |
| 1993 | Tubal                                 | Köpmannen i Venedig (The Merchant of Venice) William Shakespeare                                                                                  | Göran Stangertz     | Helsingborgs stadsteater |
| 1993 | Lucky                                 | I väntan på Godot (En attendant Godot) Samuel Beckett                                                                                             | Hans Polster        | Helsingborgs stadsteater |
| 1993 | Herr Lyons                            | Blodsbröder (Blood Brothers) Willy Russell | Ronny Danielsson    | Helsingborgs stadsteater |
| 1993 | Steve Hubbell                         | Linje Lusta (A Streetcar Named Desire) Tennessee Williams                                                                                         | Håkan Lindhé        | Helsingborgs stadsteater |
| 1994 | Saul Kimmer                           | True West Sam Shepard | Jan Nielsen         | Helsingborgs stadsteater |
| 1994 | Benkas pappa Mios pappa Svärdsmidaren | Mio min Mio Astrid Lindgren | Eva Molin           | Helsingborgs stadsteater |
| 1994 |                                       | De sista (Последние, Posledniye) Maksim Gorkij | Ronnie Hallgren     | Helsingborgs stadsteater |
| 1995 | Patron Toni                           | Gruffet i Chiozza (Le baruffe chiozzotte) Carlo Goldoni                                                                                           | Jörgen Düberg       | Helsingborgs stadsteater |
| 1996 | Marcos                                | Spindelkvinnans kyss (Kiss of the Spider Woman) John Kander, Fred Ebb och Terrence McNally                                                        | Ronny Danielsson    | Helsingborgs stadsteater |
| 1996 | Kollberg                              | Galoschkungen Sigvard Olsson | Göran Stangertz     | Helsingborgs stadsteater |
| 1996 | Fången                                | Fången på fyren Malin Lagerlöf | Jan Nielsen         | Helsingborgs stadsteater |
| 1997 | Sture Cervieng                        | En uppstoppad hund Staffan Göthe | Margita Ahlin       | Helsingborgs stadsteater |
| 1997 | Herr Capulet                          | Romeo och Julia (The Tragedy of Romeo and Juliet) William Shakespeare                                                                             | Thomas Müller       | Helsingborgs stadsteater |
| 1997 |                                       | Elddonet (Fyrtøjet) H.C. Andersen | Göran Stangertz     | Helsingborgs stadsteater |
| 1998 | Reg Godfrey                           | En fru för mycket (Up and running) Derek Benfield                                                                                                 | Hans Bergström      | Helsingborgs stadsteater |
| 1998 | Doktorn                               | Krymplingen på Inishmaan (The Cripple of Inishmaan) Martin McDonagh                                                                               | Thomas Müller       | Helsingborgs stadsteater |
| 1999 | Direktör arbetsförman m fl            | Rika barn leka bäst Carin Mannheimer | Birgitta Palme      | Helsingborgs stadsteater |
| 1999 | Harald Galt m.fl.                     | Sluka mej! (Eating Raoul) Jed Feuer, Boyd Graham, Paul Bartel och Richard Blackburn                                                               | Göran Parkrud       | Helsingborgs stadsteater |
| 2000 | Duncan                                | Macbeth William Shakespeare | Ulla Gottlieb(da)   | Helsingborgs stadsteater |
| 2000 | Hästhandlarkärringen                  | Den samvetslöse mördaren Hasse Karlsson... Henning Mankell                                                                                        | Jan Nielsen         | Helsingborgs stadsteater |
| 2000 | Gustaf Sahlgren                       | Kode Bengt Ohlsson | Lars Svenson        | Helsingborgs stadsteater |
| 2001 | Sergeant Ray Armstrong                | Ohörda rop - Wolf Lullaby (Wolf Lullaby) Hilary Bell                                                                                              | Anna Potter         | Helsingborgs stadsteater |
| 2001 | Mannen                                | Besök (Besøk) Jon Fosse | Sofia Sjöberg       | Helsingborgs stadsteater |
| 2002 | Eric                                  | Regnbågens rot Inger Alfvén | Margita Ahlin       | Helsingborgs stadsteater |
| 2002 | Bob Cratchit                          | En julsaga (A Christmas Carol in Prose) Charles Dickens                                                                                           | Fransesca Quartey   | Helsingborgs stadsteater |
| 2003 | Stanley                               | En handelsresandes död (Death of a Salesman) Arthur Miller                                                                                        | Göran Stangertz     | Helsingborgs stadsteater |
| 2004 | Medverkande                           | Land du välsignade Kent Andersson och Anders Wällhed                                                                                              | Anders Wällhed      | Helsingborgs stadsteater |
| 2004 | Fjodor Kulygin                        | 3 systrar (Три сeстры, Tri sestry) Anton Tjechov                                                                                                  | Christian Tomner    | Helsingborgs stadsteater |
| 2005 | Bill                                  | Limbo Margareta Garpe | Göran Stangertz     | Helsingborgs stadsteater |
| 2006 | Clown                                 | Cabaret John Kander, Fred Ebb och Joe Masteroff                                                                                                   | Christian Tomner    | Helsingborgs stadsteater |
| 2007 | Nagg                                  | Slutspel (Fin de partie) Samuel Beckett | Aslak Moe           | Helsingborgs stadsteater |
| 2007 | Jonathan                              | Tre farbröder som inte vill dö (Van drie oude mannetjes die niet dood wilden) Susanne van Lohuizen och Guus Ponsioen(de)                          | Göran Stangertz     | Helsingborgs stadsteater |
| 2008 | Clopin Trouillefou                    | Ringaren i Notre Dame (Notre-Dame de Paris) Victor Hugo                                                                                           | Fransesca Quartey   | Helsingborgs stadsteater |
| 2008 | Doktor Östermark                      | Fadren August Strindberg | Jan Nielsen         | Helsingborgs stadsteater |
| 2008 | Hamlet                                | Fyrverkerimakarens dotter (The Firework-Maker's Daughter) Philip Pullman                                                                          | Anette Norberg      | Helsingborgs stadsteater |
| 2009 | Ned                                   | Tiggarens opera (The Beggar's Opera) John Gay | Johan Wahlström     | Helsingborgs stadsteater |
| 2009 |                                       | Snövit och sju miffon Gunilla Boëthius | Dan Kandell         | Helsingborgs stadsteater |
| 2010 | Serebrjakov                           | Onkel Vanja (Дядя Ваня) Anton Tjechov | Anna Novovic        | Helsingborgs stadsteater |
| 2010 | Cheshirekatten                        | Alice i äventyrslandet - en äventyrlig vandringsföreställning Lewis Carrol                                                                        | Hilde Brinchmann    | Helsingborgs stadsteater |
| 2010 | Glansiga joggingdjuret                | Hit och dit men ganska långt bort Johan Althoff                                                                                                   | Voula Kereklidou    | Helsingborgs stadsteater |
| 2011 | Kurt                                  | Dödsdansen August Strindberg | Emil Graffman       | Helsingborgs stadsteater |
| 2011 |                                       | Tjuvar (Diebe) Dea Loher | Anna Novovic        | Helsingborgs stadsteater |
| 2011 | Prospero                              | Resan till Melonia Per Åhlin | Sara Cronberg       | Helsingborgs stadsteater |
| 2012 | Egeus Mal Frans Flöjt                 | En midsommarnattsdröm (A Midsummer Night's Dream) William Shakespeare                                                                             | Anna Novovic        | Helsingborgs stadsteater |
| 2012 |                                       | Kärleksbrev (Love Letters) A. R. Gurney(en) | Annika Kofoed       | Helsingborgs stadsteater |
| 2016 |                                       | Farmor och vår Herre Hjalmar Bergman | Christian Tomner    | Helsingborgs stadsteater |

### Fotnoter
1. ↑  ”Bo G. Andersson”. Svensk Filmdatabas. https://www.svenskfilmdatabas.se/sv/item/?type=person&itemid=114186. Läst 22 september 2012.
2. ↑  Tove Ellefsen (7 april 1991). ”Odåga till farsa att ändå älska”. Dagens Nyheter:  s. B4. https://arkivet.dn.se/tidning/1991-04-07/94/24. Läst 12 februari 2022.
3. ↑  Ruth Halldén (13 april 1992). ”Hustruplågare utan udd”. Dagens Nyheter:  s. B4. https://arkivet.dn.se/tidning/1992-04-13/102/20. Läst 28 december 2021.
4. ↑  Tove Ellefsen (23 oktober 1992). ”Tusen själars svek i häxjakt”. Dagens Nyheter:  s. B5. https://arkivet.dn.se/tidning/1992-10-23/289/25. Läst 28 december 2021.
5. ↑  SVen Hansell (27 september 1994). ”Ett konstnärligt steg tillbaka. 'De sista' en maktkritik som drunknar i floskler”. Dagens Nyheter. https://www.dn.se/arkiv/teater/ett-konstnarligt-steg-tillbaka-de-sista-en-maktkritik-som-drunknar-i-floskler/. Läst 19 februari 2022.
6. ↑  Rikard Loman (16 september 1996). ”Makalös fullträff. Göran Stangertz använder skådespelarna med full kontroll”. Dagens Nyheter. https://www.dn.se/arkiv/teater/makalos-fulltraff-goran-stangertz-anvander-skadespelarna-med-full-kontroll/. Läst 27 februari 2022.
7. ↑  Carlhåkan Larsén (18 november 2002). ”Rop om en bättre värld”. Sydsvenskan. https://www.sydsvenskan.se/2002-11-17/rop-om-en-battre-varld. Läst 18 mars 2018.
8. ↑  Rikard Loman (28 mars 2010). ”'Onkel Vanja' på Lillan, Helsingborgs stadsteater”. Dagens Nyheter. https://www.dn.se/kultur-noje/scenrecensioner/onkel-vanja-pa-lillan-helsingborgs-stadsteater/. Läst 1 april 2022.
9. ↑  Martin Lagerholm (10 maj 2010). ”Bakom kulisserna”. Expressen. https://www.expressen.se/kvallsposten/kultur/bakom-kulisserna/. Läst 1 april 2022.
10. ↑  Helsingborgs stadsteater (6 mars 2012). ”PREMIÄR för En midsommarnattsdröm den 10 mars på Helsingborgs stadsteater!”. Pressmeddelande.  Läst 9 april 2022.
11. ↑  Helsingborgs stadsteater (23 april 2012). ”Premiär för Kärleksbrev - den 26 april på Helsingborgs stadsteaters Foajéscen!”. Pressmeddelande.  Läst 9 april 2022.
12. ↑  Helsingborgs stadsteater (5 december 2016). ”Premiär för 'Farmor och vår Herre' med Eva Rydberg”. Pressmeddelande.  Läst 4 februari 2018.